# Tepertős pogácsa
A tepertős pogácsa – töpörtyűs pogácsa, töpörtős pogácsa – omlós, kerek, sült tésztából, töpörtyű hozzáadásával készült sós sütemény. Maga a pogácsa a magyar, török és a balkáni konyhaművészet része, de a annak tepertős változata Magyarországon fejlődött ki.
A tepertős pogácsa hungarikum, 2013-ban pedig az Európai Unió hagyományos különleges termékek jegyzékébe is bekerült, miután a komáromi Magyar Pékek Fejedelmi Rendje kérelmezte a bejegyzését az Európai Bizottságnál.

## Története
A pogácsa tepertős változatának egyik alkotóeleme, a zsír a 18. században középnemesi háztartásokban bukkant fel, szélesebb rétegben, a parasztság körében 1850 körül terjedt el. A szalonna kisütése, belőle tepertő nyerése tehát a 19. század közepére tehető, de a pogácsatésztában való felhasználására egyes helyeken a 20. századig várni kellett. Ekkorra viszont már széles körben elterjedt jellegzetes paraszti étellé vált, amit elsősorban disznóölés után, de később már egész évben készítették. Falusi kocsmák nélkülözhetetlen harapnivalója, borkorcsolyája lett, ugyanakkor városi környezetben zsúrsüteményként is felbukkant.
A Csallóközben az első világháború idején az aratáskor készített ételek egyike volt, a lepénykenyerek, azon belül az erjesztés nélküli sült tészták közül a tepertős pogácsát egyszerűen csak pogácsának nevezték. Gömörben elsősorban az élelmiszerben szegényebb – például téli – időszak eledele volt. Mintegy a kenyérsütés mellékterméke volt, a kenyérhez szükséges tészta felhasználása után a teknőből összekapart tésztamaradékot gyúrták össze a felvagdalt tepertődarabokkal. Ott vakaró volt a népi neve, és mindaddig szokásban volt készítése, amíg a kenyeret házilag sütötték. Debrecen és a Tiszántúl vidékén a szegény ember leggyakoribb süteményének tartották a mindenféle pogácsákat. Ezek egyike volt elsősorban téli időszakban a tepertős, melybe a disznóölésből megmaradt tepertőaljat vagdalták meg és gyúrták össze a tésztával. Megyeszerte elterjedt volt disznóölés után a zsír olvasztáskor az üst alján összegyűlt tepertős zsír vagy az összevágott tepertő hozzáadásával sütött pogácsa.
2007-ben egy magyar szervezet, a Magyar Pékek Fejedelmi Rendje védettségi eljárást indított az Európai Uniónál, hogy ismerjék el hagyományos magyar ételként a tepertős pogácsát. A bejegyzés 2013-ban megtörtént, három évvel később megkapta a hagyományos különleges termék minősítést. A pogácsa sütése és kereskedelmi forgalomba hozása 2016 óta csak a Nemzeti Élelmiszerlánc-biztonsági Hivatalnak való bejelentés után történhet annak érdekében, hogy a silányabb minőségű tepertős pogácsákat kiszűrjék.